# Torneo Apertura 2021 de Segunda División de Costa Rica
El Torneo Apertura 2021 fue la edición 90.° del campeonato de liga de la Segunda División del fútbol costarricense, que inició la temporada 2021-22.
Como novedades, se destacó que a partir del Apertura 2021, Limón fue el nuevo inquilino de la Liga de Ascenso para esta temporada tras su descenso al perder la liguilla ante Sporting.
Otra de las novedades fue que C.S. Uruguay alcanzó un convenio deportivo con Saprissa para préstamo de jugadores, manteniendo su nombre y sede para los juegos de local.
Para este torneo se redujeron la cantidad de equipos a (17 equipos) que iniciaron el certamen debido a que se confirmó el descenso de la A.D. Santa Rosa, tras no cumplir con requisitos obligatorios solicitados por la Liga Motorola de Ascenso y fue el equipo descendido a la LINAFA.
Otro de los cambios fue el club San Ramón que vendió su franquicia a Belén quien jugó bajo el nombre de «Escorpiones de Belén» y utilizó el Polideportivo de Belén para sus partidos de local.
También se destacó que Juventud Escazuceña cedió su franquicia para esta temporada y pasó a llamarse «San José F. C.» y continuó utilizando el Nicolás Masís de Escazú para sus juegos de local.
Para esta temporada no se contó con equipo proveniente de LINAFA, debido a que la temporada anterior la Fedefútbol no otorgó los permisos ni avalaron el inicio del campeonato de esta liga por motivos de la Pandemia del COVID-19. Por lo que el descenso quedó congelado.

## Sistema de competición
El torneo del Liga de Ascenso, está conformado en dos partes:
- Fase de clasificación: Se integra por las 18 jornadas del torneo.
- Fase final: Se integra por los partidos de cuartos de final, semifinal y final.

### Fase de clasificación
En la fase de clasificación se observará el sistema de puntos. La ubicación en la tabla general está sujeta a lo siguiente:
- Por juego ganado se obtendrán tres puntos.
- Por juego empatado se obtendrá un punto.
- Por juego perdido no se otorgan puntos.

En esta fase participan los 17 clubes de la Liga de Ascenso jugando en el torneo 18 jornadas respectivas, a visita recíproca según el grupo que pertenece.
El orden de los clubes al final de la fase de calificación del torneo corresponderá a la suma de los puntos obtenidos por cada uno de ellos y se presentará en forma descendente. Si al finalizar las 18 jornadas del torneo, dos o más clubes estuviesen empatados en puntos, su posición en la tabla general será determinada atendiendo a los siguientes criterios de desempate:
1. Mayor diferencia positiva general de goles. Este resultado se obtiene mediante la sumatoria de los goles anotados a todos los rivales, en cada campeonato menos los goles recibidos de estos.
2. Mayor cantidad de goles a favor, anotados a todos los rivales dentro de la misma competencia.
3. Mejor puntuación particular que hayan conseguido en las confrontaciones particulares entre ellos mismos.
4. Mayor diferencia positiva particular de goles, la cual se obtiene sumando los goles de los equipos empatados y restándole los goles recibidos.
5. Mayor cantidad de goles a favor que hayan conseguido en las confrontaciones entre ellos mismos.
6. Como última alternativa, el comité de competición realizaría un sorteo para el desempate.

### Fase final
Los ocho clubes calificados para esta fase del torneo serán reubicados de acuerdo con el lugar que ocupen en la tabla al término de la jornada 18, con los puestos del número uno hasta el cuatro de cada grupo. Los partidos a esta fase se desarrollarán a visita recíproca, en las siguientes etapas:
- Cuartos de final
- Semifinales
- Final

Los clubes vencedores en los partidos de cuartos de final y semifinal serán aquellos que en los dos juegos anoten el mayor número de goles. El club vencedor de la final y por lo tanto campeón, será aquel que en los dos partidos anote el mayor número de goles. Para todas las series, si al término del tiempo reglamentario el partido está empatado, se agregarán dos tiempos extras de 15 minutos cada uno. De persistir el empate en estos periodos, se procederá a lanzar tiros penales hasta que resulte un vencedor.
Los partidos de cuartos de final se jugarán de la siguiente manera:

## Equipos participantes

### Equipos por provincia
Para la temporada 2021-22, la provincia con más equipos en la Segunda División es San José con seis.
| Uruguay Carmelita Turrialba Puntarenas Marineros Liberia Consultants Garabito Barrio México Golfito Palmares Aserrí Santa Ana San José Belén Cariari Limón |

| Provincia  | N.º | Equipos                                                                  |
| ---------- | --- | ------------------------------------------------------------------------ |
| San José   | 6   | Aserrí, Barrio México, Fútbol Consultants, San José, Santa Ana y Uruguay |
| Puntarenas | 4   | Garabito, Golfito, Puntarenas y Marineros                                |
| Alajuela   | 2   | Carmelita y COFUTPA                                                      |
| Limón      | 2   | Cariari y Limón                                                          |
| Heredia    | 1   | Escorpiones                                                              |
| Guanacaste | 1   | Liberia                                                                  |
| Cartago    | 1   | Turrialba                                                                |

### Ascensos y descensos
| Pos. | Descendido de 1.ª División |
| ---- | -------------------------- |
| 12.º | Limón F. C.                |

| Pos. | Ascendido a 1.ª División |
| ---- | ------------------------ |
| 1.º  | A. D. Guanacasteca       |

| Pos. | Descendido de 2.ª División |
| ---- | -------------------------- |
| 17.º | A. D. Santa Rosa           |

| Pos. | Ascendido a 2.ª División |
| ---- | ------------------------ |
| 1.º  | No hubo ascenso          |

## Equipos

### Datos de los equipos
| Equipo               | Ciudad                 | Entrenador        | Fundación      | Estadio                | Aforo | Transmisión |
| -------------------- | ---------------------- | ----------------- | -------------- | ---------------------- | ----- | ----------- |
| Aserrí               | Aserrí                 | Ricardo Arguedas  | 1940 (85 años) | Cancha del Jorco       | 2 500 |             |
| Barrio México        | Pavas                  | Gilberto Martínez | 1948 (77 años) | Ernesto Rohrmoser      | 3 000 |             |
| San José FC          | Pavas                  | Gerald Drummond   | 2021 (3 años)  | Ernesto Rohrmoser      | 2 500 |             |
| Cariari              | Cariari                | Ronald Mora       | 1972 (53 años) | Ebal Rodríguez         | 5 000 |             |
| Carmelita            | Alajuela               | Gonzalo Soto      | 1948 (76 años) | Rafael Bolaños         | 2 400 |             |
| COFUTPA              | Palmares               | Rolando Araya     | 2012 (13 años) | "Palmareño" Solís      | 4 000 |             |
| Consultants          | Desamparados           | Edson Soto        | 2017 (8 años)  | "Cuty" Monge           | 5 500 |             |
| Garabito             | Garabito               | Josué Martínez    | 2019 (6 años)  | Municipal de Garabito  | 3 000 |             |
| Golfito              | Golfito                | Nelson Calongue   | 2011 (14 años) | Fortunato Atencio      | 2 500 |             |
| Limón                | Limón                  | Santiago Miranda  | 1961 (63 años) | Juan Gobán             | 2 349 |             |
| Marineros            | Puntarenas             | Mauricio Montero  | 2020 (4 años)  | "Lito" Pérez           | 4 105 |             |
| Liberia              | Liberia                | Marvin Solano     | 1977 (47 años) | Edgardo Baltodano      | 5 797 |             |
| Puntarenas           | Puntarenas             | Horacio Esquivel  | 2004 (20 años) | "Lito" Pérez           | 4 105 |             |
| Escorpiones de Belén | Belén                  | Andrés Arias      | 2021 (3 años)  | Polideportivo de Belén | 4 500 |             |
| Santa Ana            | Santa Ana              | Luis José Herra   | 1993 (32 años) | Piedades de Santa Ana  | 2 000 |             |
| Turrialba            | Turrialba              | Fabio Rowe (*)    | 1940 (84 años) | Rafael Camacho         | 4 500 |             |
| Uruguay              | San Isidro de Coronado | Cristian Salomón  | 1936 (89 años) | El Labrador            | 2 500 |             |

Datos actualizados al 6 de agosto de 2021.
(*) Interino 

#### Relevo de entrenadores
| Equipo    | Entrenador (Jornadas)      | Fecha de vacante | Tipo de despido                         | Posición en la tabla | Entrenador entrante   | Fecha de nombramiento |
| --------- | -------------------------- | ---------------- | --------------------------------------- | -------------------- | --------------------- | --------------------- |
| Golfito   | Roberto Castro (1-2)       | 14 de agosto     | Contratado como asistente en San Carlos | 7°                   | Nelson Calongue       | 1 de setiembre        |
| Garabito  | Luis Fernando Fallas (1-4) | 21 de agosto     | Contratado como DT de Guanacasteca      | 6°                   | Josué Martínez        | 21 de agosto          |
| Turrialba | Raymundo Solano (1-6)      | 2 de setiembre   | Renuncia                                | 8°                   | Bandera de Costa Rica | Por definir           |
| San José  | Alfredo Morales (1-8)      | 16 de setiembre  | Renuncia                                | 7°                   | Gerald Drummond       | 16 de setiembre       |

## Fase de clasificación

### Tabla de posiciones

#### Grupo A
| Pos. | Equipo                  | Pts. | PJ | G  | E | P  | GF | GC | Dif. |  |
| ---- | ----------------------- | ---- | -- | -- | - | -- | -- | -- | ---- |  |
| 1    | Puntarenas F. C.        | 33   | 14 | 10 | 3 | 1  | 28 | 9  | +19  |  |
| 2    | A. D. Carmelita         | 27   | 14 | 8  | 3 | 3  | 25 | 14 | +11  |  |
| 3    | Municipal Liberia       | 24   | 14 | 7  | 3 | 4  | 19 | 16 | +3   |  |
| 4    | Marineros de Puntarenas | 19   | 14 | 5  | 4 | 5  | 29 | 26 | +3   |  |
| 5    | Municipal Garabito      | 19   | 14 | 5  | 4 | 5  | 25 | 23 | +2   |  |
| 6    | A. D. COFUTPA           | 14   | 14 | 3  | 5 | 6  | 19 | 22 | −3   |  |
| 7    | Escorpiones de Belén    | 10   | 14 | 3  | 1 | 10 | 8  | 23 | −15  |  |
| 8    | San José F. C.          | 10   | 14 | 3  | 1 | 10 | 19 | 39 | −20  |  |

Actualizado a los partidos jugados el 7 de noviembre de 2021.
 Fuente: Liga de Ascenso
|  | Clasifica a cuartos de final. |
|  | Último lugar.                 |

#### Grupo B
| Pos. | Equipo                    | Pts. | PJ | G  | E | P  | GF | GC | Dif. |  |
| ---- | ------------------------- | ---- | -- | -- | - | -- | -- | -- | ---- |  |
| 1    | Puerto Golfito F. C.      | 32   | 16 | 10 | 2 | 4  | 27 | 19 | +8   |  |
| 2    | C. S. Uruguay de Coronado | 29   | 16 | 9  | 2 | 5  | 26 | 17 | +9   |  |
| 3    | A. D. C. Barrio México    | 27   | 16 | 7  | 6 | 3  | 26 | 13 | +13  |  |
| 4    | Municipal Santa Ana       | 26   | 16 | 7  | 5 | 4  | 24 | 15 | +9   |  |
| 5    | Aserrí F. C.              | 24   | 16 | 6  | 6 | 4  | 20 | 14 | +6   |  |
| 6    | Fútbol Consultants        | 22   | 15 | 6  | 4 | 5  | 21 | 17 | +4   |  |
| 7    | Municipal Turrialba       | 20   | 15 | 5  | 5 | 5  | 23 | 21 | +2   |  |
| 8    | A. D. Cariari             | 16   | 16 | 4  | 4 | 8  | 22 | 25 | −3   |  |
| 9    | Limón F. C.               | 0    | 16 | 0  | 0 | 16 | 0  | 48 | −48  |  |

Actualizado a los partidos jugados el 7 de noviembre de 2021.
 Fuente: Liga de Ascenso
|  | Clasifica a cuartos de final. |
|  | Último lugar.                 |

### Evolución de la clasificación
| Jornada                   | 1 | 2 | 3 | 4 | 5 | 6 | 7 | 8 | 9 | 10 | 11 | 12 | 13 | 14 | 15 | 16 | 17 | 18 |
| Equipo                    |   |   |   |   |   |   |   |   |   |    |    |    |    |    |    |    |    |    |
| ------------------------- | - | - | - | - | - | - | - | - | - | -- | -- | -- | -- | -- | -- | -- | -- | -- |
| Grupo A                   |   |   |   |   |   |   |   |   |   |    |    |    |    |    |    |    |    |    |
| Puntarenas F. C.          | 3 | 2 | 2 | 2 | 3 | 4 | 3 | 4 | 4 | 2  | 1  | 1  | 1  | 1  | 1  | 1  | 1  | 1  |
| A. D. Carmelita           | 5 | 5 | 4 | 4 | 4 | 2 | 4 | 1 | 1 | 1  | 3  | 2  | 2  | 2  | 2  | 2  | 2  | 2  |
| Municipal Liberia         | 1 | 3 | 3 | 3 | 1 | 3 | 1 | 2 | 2 | 4  | 4  | 3  | 3  | 3  | 4  | 4  | 3  | 3  |
| Marineros de Puntarenas   | 4 | 1 | 1 | 1 | 2 | 1 | 2 | 3 | 3 | 3  | 2  | 4  | 4  | 4  | 3  | 3  | 4  | 4  |
| Municipal Garabito        | 2 | 6 | 6 | 6 | 5 | 5 | 5 | 5 | 5 | 5  | 5  | 6  | 6  | 6  | 5  | 5  | 5  | 5  |
| A. D. COFUTPA             | 6 | 4 | 5 | 5 | 6 | 6 | 6 | 6 | 6 | 6  | 6  | 5  | 5  | 5  | 6  | 6  | 6  | 6  |
| Escorpiones de Belén      | 7 | 7 | 7 | 7 | 7 | 7 | 7 | 8 | 8 | 7  | 7  | 7  | 7  | 7  | 7  | 8  | 7  | 7  |
| San José F. C.            | 8 | 8 | 8 | 8 | 8 | 8 | 8 | 7 | 7 | 8  | 8  | 8  | 8  | 8  | 8  | 7  | 8  | 8  |
| Grupo B                   |   |   |   |   |   |   |   |   |   |    |    |    |    |    |    |    |    |    |
| Puerto Golfito F. C.      | 4 | 7 | 5 | 6 | 2 | 1 | 1 | 1 | 1 | 1  | 1  | 1  | 1  | 1  | 1  | 1  | 1  | 1  |
| C. S. Uruguay de Coronado | 2 | 1 | 1 | 1 | 1 | 3 | 3 | 4 | 5 | 4  | 2  | 2  | 2  | 2  | 3  | 3  | 4  | 2  |
| A. D. C. Barrio México    | 3 | 2 | 2 | 4 | 6 | 4 | 5 | 2 | 2 | 2  | 4  | 4  | 5  | 4  | 4  | 4  | 2  | 3  |
| Municipal Santa Ana       | 8 | 4 | 3 | 5 | 4 | 2 | 2 | 3 | 3 | 3  | 5  | 6  | 3  | 3  | 2  | 2  | 3  | 4  |
| Aserrí F. C.              | 5 | 5 | 4 | 2 | 3 | 5 | 4 | 7 | 6 | 5  | 3  | 3  | 4  | 5  | 6  | 6  | 6  | 5  |
| Fútbol Consultants        | 6 | 6 | 7 | 7 | 7 | 7 | 7 | 5 | 4 | 6  | 6  | 5  | 6  | 6  | 5  | 5  | 5  | 6  |
| Municipal Turrialba       | 9 | 8 | 8 | 8 | 8 | 8 | 8 | 8 | 8 | 8  | 8  | 8  | 7  | 7  | 7  | 7  | 7  | 7  |
| A. D. Cariari             | 1 | 3 | 6 | 3 | 5 | 6 | 6 | 6 | 7 | 7  | 7  | 7  | 8  | 8  | 8  | 8  | 8  | 8  |
| Limón F. C.               | 7 | 9 | 9 | 9 | 9 | 9 | 9 | 9 | 9 | 9  | 9  | 9  | 9  | 9  | 9  | 9  | 9  | 9  |

## Resultados
- Los horarios corresponden al tiempo de Costa Rica (UTC-6).
- El calendario de los partidos se dio a conocer el 28 de julio.[5]

| Jornada 1                        | Jornada 1 | Jornada 1               | Jornada 1             | Jornada 1     | Jornada 1 | Jornada 1           | Jornada 1   |
| Local                            | Resultado | Visitante               | Estadio               | Fecha         | Hora      | Árbitro             | Transmisión |
| Grupo A                          | Grupo A   | Grupo A                 | Grupo A               | Grupo A       | Grupo A   | Grupo A             | Grupo A     |
| -------------------------------- | --------- | ----------------------- | --------------------- | ------------- | --------- | ------------------- | ----------- |
| A. D. Carmelita                  | 1 - 2     | Puntarenas F. C.        | Rafael Bolaños        | 7 de agosto   | 15:00     | José Daniel Montero |             |
| Municipal Liberia                | 3 - 1     | San José F. C.          | Edgardo Baltodano     | 7 de agosto   | 15:30     | Roger Vindas        |             |
| Municipal Garabito               | 2 - 1     | A. D. COFUTPA           | Municipal de Garabito | 8 de agosto   | 14:00     | Rubén Palma         |             |
| Escorpiones de Belén             | 0 - 1     | Marineros de Puntarenas | Rafael Bolaños        | 9 de agosto   | 14:00     | Josué Ugalde        |             |
| Grupo B                          |           |                         |                       |               |           |                     |             |
| C. S. Uruguay de Coronado        | 2 - 0     | Municipal Santa Ana     | El Labrador           | 7 de agosto   | 15:00     | Reinaldo Sequeira   |             |
| Municipal Turrialba              | 0 - 3     | A. D. Cariari           | Rafael Camacho        | 8 de agosto   | 11:00     | Ariel Cordero       |             |
| Puerto Golfito F. C.             | 2 - 2     | A. D. C. Barrio México  | Fortunato Atencio     | 8 de agosto   | 11:00     | Pablo Camacho       |             |
| Aserrí F. C.                     | 3 - 0     | Limón F. C.             |                       | Desprogramado |           |                     |             |
| Equipo libre: Fútbol Consultants |           |                         |                       |               |           |                     |             |
| Total de goles: 23               |           |                         |                       |               |           |                     |             |

| Jornada 2                   | Jornada 2 | Jornada 2                 | Jornada 2             | Jornada 2     | Jornada 2 | Jornada 2       | Jornada 2   |
| Local                       | Resultado | Visitante                 | Estadio               | Fecha         | Hora      | Árbitro         | Transmisión |
| Grupo A                     | Grupo A   | Grupo A                   | Grupo A               | Grupo A       | Grupo A   | Grupo A         | Grupo A     |
| --------------------------- | --------- | ------------------------- | --------------------- | ------------- | --------- | --------------- | ----------- |
| Puntarenas F. C.            | 1 - 0     | Municipal Garabito        | "Lito" Pérez          | 14 de agosto  | 14:00     | Raúl Eduarte    |             |
| Marineros de Puntarenas     | 3 - 1     | Municipal Liberia         | "Lito" Pérez          | 14 de agosto  | 19:00     | Danny Lobo      |             |
| A. D. COFUTPA               | 2 - 1     | Escorpiones de Belén      | "Palmareño" Solís     | 15 de agosto  | 11:00     | Yeudy Rojas     |             |
| San José F. C.              | 1 - 2     | A. D. Carmelita           | Ernesto Rohrmoser     | 16 de agosto  | 19:00     | Jesús Montero   |             |
| Grupo B                     |           |                           |                       |               |           |                 |             |
| Fútbol Consultants          | 1 - 1     | Aserrí F. C.              | "Cuty" Monge          | 13 de agosto  | 11:00     | Walter Arronis  |             |
| A. D. C. Barrio México      | 2 - 1     | Municipal Turrialba       | "Cuty" Monge          | 14 de agosto  | 15:00     | Jonathan Leitón |             |
| Municipal Santa Ana         | 3 - 0     | Puerto Golfito F. C.      | Municipal de Piedades | 15 de agosto  | 11:00     | Josué Ugalde    |             |
| Limón F. C.                 | 0 - 3     | C. S. Uruguay de Coronado |                       | Desprogramado |           |                 |             |
| Equipo libre: A. D. Cariari |           |                           |                       |               |           |                 |             |
| Total de goles: 22          |           |                           |                       |               |           |                 |             |

| Jornada 3                         | Jornada 3 | Jornada 3              | Jornada 3             | Jornada 3     | Jornada 3 | Jornada 3    | Jornada 3   |
| Local                             | Resultado | Visitante              | Estadio               | Fecha         | Hora      | Árbitro      | Transmisión |
| Grupo A                           | Grupo A   | Grupo A                | Grupo A               | Grupo A       | Grupo A   | Grupo A      | Grupo A     |
| --------------------------------- | --------- | ---------------------- | --------------------- | ------------- | --------- | ------------ | ----------- |
| Equipos libres                    |           |                        |                       |               |           |              |             |
| Grupo B                           |           |                        |                       |               |           |              |             |
| Municipal Santa Ana               | 1 - 1     | A. D. C. Barrio México | Municipal de Piedades | 18 de agosto  | 15:00     | Rigo Prendas |             |
| Aserrí F. C.                      | 1 - 0     | A. D. Cariari          | ST Center             | 18 de agosto  | 15:15     | César Orozco |             |
| C. S. Uruguay de Coronado         | 0 - 0     | Fútbol Consultants     | El Labrador           | 18 de agosto  | 19:00     | Marco Guido  |             |
| Puerto Golfito F. C.              | 3 - 0     | Limón F. C.            |                       | Desprogramado |           |              |             |
| Equipo libre: Municipal Turrialba |           |                        |                       |               |           |              |             |
| Total de goles: 6                 |           |                        |                       |               |           |              |             |

| Jornada 4                            | Jornada 4 | Jornada 4                 | Jornada 4             | Jornada 4    | Jornada 4 | Jornada 4       | Jornada 4   |
| Local                                | Resultado | Visitante                 | Estadio               | Fecha        | Hora      | Árbitro         | Transmisión |
| Grupo A                              | Grupo A   | Grupo A                   | Grupo A               | Grupo A      | Grupo A   | Grupo A         | Grupo A     |
| ------------------------------------ | --------- | ------------------------- | --------------------- | ------------ | --------- | --------------- | ----------- |
| Escorpiones de Belén                 | 0 - 1     | Puntarenas F. C.          | Rafael Bolaños        | 20 de agosto | 15:00     | Marianela Araya |             |
| Municipal Liberia                    | 2 - 1     | A. D. COFUTPA             | Edgardo Baltodano     | 21 de agosto | 11:00     | Pablo Camacho   |             |
| Marineros de Puntarenas              | 3 - 2     | San José F. C.            | "Lito" Pérez          | 21 de agosto | 14:00     | Kevin Ruiz      |             |
| Municipal Garabito                   | 1 - 2     | A. D. Carmelita           | Municipal de Garabito | 21 de agosto | 14:00     | Anderson Gómez  |             |
| Grupo B                              |           |                           |                       |              |           |                 |             |
| Fútbol Consultants                   | 1 - 2     | Puerto Golfito F. C.      | "Cuty" Monge          | 21 de agosto | 14:00     | Rubén Palma     |             |
| A. D. Cariari                        | 3 - 2     | C. S. Uruguay de Coronado | Ebal Rodríguez        | 21 de agosto | 14:00     | Rigo Prendas    |             |
| Municipal Turrialba                  | 1 - 1     | Aserrí F. C.              | Rafael Camacho        | 22 de agosto | 11:00     | Roy Monge       |             |
| Limón F. C.                          | 0 - 3     | Municipal Santa Ana       |                       |              |           |                 |             |
| Equipo libre: A. D. C. Barrio México |           |                           |                       |              |           |                 |             |
| Total de goles: 25                   |           |                           |                       |              |           |                 |             |

| Jornada 5                  | Jornada 5 | Jornada 5               | Jornada 5             | Jornada 5     | Jornada 5 | Jornada 5         | Jornada 5   |
| Local                      | Resultado | Visitante               | Estadio               | Fecha         | Hora      | Árbitro           | Transmisión |
| Grupo A                    | Grupo A   | Grupo A                 | Grupo A               | Grupo A       | Grupo A   | Grupo A           | Grupo A     |
| -------------------------- | --------- | ----------------------- | --------------------- | ------------- | --------- | ----------------- | ----------- |
| San José F. C.             | 0 - 5     | Municipal Garabito      | Ernesto Rohrmoser     | 27 de agosto  | 15:00     | Roger Vindas      |             |
| A. D. Carmelita            | 4 - 0     | Escorpiones de Belén    | Rafael Bolaños        | 27 de agosto  | 15:00     | Walter Arronis    |             |
| Puntarenas F. C.           | 0 - 1     | Municipal Liberia       | "Lito" Pérez          | 28 de agosto  | 13:00     | Josué Ugalde      |             |
| A. D. COFUTPA              | 2 - 2     | Marineros de Puntarenas | "Palmareño" Solís     | 29 de agosto  | 11:00     | Raúl Eduarte      |             |
| Grupo B                    |           |                         |                       |               |           |                   |             |
| Puerto Golfito F. C.       | 2 - 1     | A. D. Cariari           | Fortunato Atencio     | 28 de agosto  | 11:00     | Ariel Cordero     |             |
| Municipal Santa Ana        | 1 - 0     | Fútbol Consultants      | Municipal de Piedades | 28 de agosto  | 12:00     | Reinaldo Sequeira |             |
| C. S. Uruguay de Coronado  | 4 - 1     | Municipal Turrialba     | El Labrador           | 28 de agosto  | 12:00     | Steven Madrigal   |             |
| Limón F. C.                | 0 - 3     | A. D. C. Barrio México  |                       | Desprogramado |           |                   |             |
| Equipo libre: Aserrí F. C. |           |                         |                       |               |           |                   |             |
| Total de goles: 26         |           |                         |                       |               |           |                   |             |

| Jornada 6                               | Jornada 6 | Jornada 6            | Jornada 6      | Jornada 6       | Jornada 6 | Jornada 6      | Jornada 6   |
| Local                                   | Resultado | Visitante            | Estadio        | Fecha           | Hora      | Árbitro        | Transmisión |
| Grupo A                                 | Grupo A   | Grupo A              | Grupo A        | Grupo A         | Grupo A   | Grupo A        | Grupo A     |
| --------------------------------------- | --------- | -------------------- | -------------- | --------------- | --------- | -------------- | ----------- |
| Equipos libres                          |           |                      |                |                 |           |                |             |
| Grupo B                                 |           |                      |                |                 |           |                |             |
| A. D. Cariari                           | 1 - 1     | Municipal Santa Ana  | Ebal Rodríguez | 1 de septiembre | 14:00     | Roger Vindas   |             |
| Municipal Turrialba                     | 0 - 1     | Puerto Golfito F. C. | Rafael Camacho | 1 de septiembre | 15:00     | Anderson Gómez |             |
| A. D. C. Barrio México                  | 1 - 1     | Aserrí F. C.         | "Cuty" Monge   | 1 de septiembre | 15:00     | Pablo Camacho  |             |
| Fútbol Consultants                      | 3 - 0     | Limón F. C.          |                | Desprogramado   |           |                |             |
| Equipo libre: C. S. Uruguay de Coronado |           |                      |                |                 |           |                |             |
| Total de goles: 8                       |           |                      |                |                 |           |                |             |

| Jornada 7                          | Jornada 7 | Jornada 7              | Jornada 7             | Jornada 7       | Jornada 7 | Jornada 7       | Jornada 7   |
| Local                              | Resultado | Visitante              | Estadio               | Fecha           | Hora      | Árbitro         | Transmisión |
| Grupo A                            | Grupo A   | Grupo A                | Grupo A               | Grupo A         | Grupo A   | Grupo A         | Grupo A     |
| ---------------------------------- | --------- | ---------------------- | --------------------- | --------------- | --------- | --------------- | ----------- |
| Escorpiones de Belén               | 1 - 1     | Municipal Garabito     | Rafael Bolaños        | 3 de septiembre | 15:00     | Rubén Palma     |             |
| Marineros de Puntarenas            | 1 - 1     | Puntarenas F. C.       | "Lito" Pérez          | 4 de septiembre | 13:00     | Allen Quirós    |             |
| Municipal Liberia                  | 1 - 0     | A. D. Carmelita        | Edgardo Baltodano     | 4 de septiembre | 13:00     | César Orozco    |             |
| A. D. COFUTPA                      | 1 - 0     | San José F. C.         | "Palmareño" Solís     | 5 de septiembre | 11:00     | Rigo Prendas    |             |
| Grupo B                            |           |                        |                       |                 |           |                 |             |
| Fútbol Consultants                 | 3 - 2     | A. D. C. Barrio México | "Cuty" Monge          | 4 de septiembre | 13:00     | Jeudy Rojas     |             |
| C. S. Uruguay de Coronado          | 0 - 0     | Aserrí F. C.           | El Labrador           | 4 de septiembre | 15:00     | Jonathan Leitón |             |
| Municipal Santa Ana                | 1 - 1     | Municipal Turrialba    | Municipal de Piedades | 5 de septiembre | 11:00     | Kevin Ruiz      |             |
| Limón F. C.                        | 0 - 3     | A. D. Cariari          |                       | Desprogramado   |           |                 |             |
| Equipo libre: Puerto Golfito F. C. |           |                        |                       |                 |           |                 |             |
| Total de goles: 16                 |           |                        |                       |                 |           |                 |             |

| Jornada 8                         | Jornada 8 | Jornada 8               | Jornada 8             | Jornada 8        | Jornada 8 | Jornada 8      | Jornada 8   |
| Local                             | Resultado | Visitante               | Estadio               | Fecha            | Hora      | Árbitro        | Transmisión |
| Grupo A                           | Grupo A   | Grupo A                 | Grupo A               | Grupo A          | Grupo A   | Grupo A        | Grupo A     |
| --------------------------------- | --------- | ----------------------- | --------------------- | ---------------- | --------- | -------------- | ----------- |
| Municipal Garabito                | 2 - 0     | Municipal Liberia       | Municipal de Garabito | 11 de septiembre | 13:00     | Allen Quirós   |             |
| Puntarenas F. C.                  | 1 - 1     | A. D. COFUTPA           | "Lito" Pérez          | 11 de septiembre | 13:00     | César Orozco   |             |
| A. D. Carmelita                   | 4 - 3     | Marineros de Puntarenas | Rafael Bolaños        | 11 de septiembre | 14:00     | Ariel Cordero  |             |
| Escorpiones de Belén              | 0 - 2     | San José F. C.          | Rafael Bolaños        | 13 de septiembre | 13:00     | Anthony Bravo  |             |
| Grupo B                           |           |                         |                       |                  |           |                |             |
| C. S. Uruguay de Coronado         | 0 - 2     | A. D. C. Barrio México  | El Labrador           | 10 de septiembre | 15:00     | Esteban Fallas |             |
| Aserrí F. C.                      | 0 - 1     | Puerto Golfito F. C.    | ST Center             | 10 de septiembre | 15:15     | Jesús Montero  |             |
| A. D. Cariari                     | 1 - 2     | Fútbol Consultants      | Ebal Rodríguez        | 12 de septiembre | 13:30     | Diego Cantillo |             |
| Municipal Turrialba               | 3 - 0     | Limón F. C.             |                       | Desprogramado    |           |                |             |
| Equipo libre: Municipal Santa Ana |           |                         |                       |                  |           |                |             |
| Total de goles: 22                |           |                         |                       |                  |           |                |             |

| Jornada 9                 | Jornada 9 | Jornada 9                 | Jornada 9             | Jornada 9        | Jornada 9 | Jornada 9      | Jornada 9   |
| Local                     | Resultado | Visitante                 | Estadio               | Fecha            | Hora      | Árbitro        | Transmisión |
| Grupo A                   | Grupo A   | Grupo A                   | Grupo A               | Grupo A          | Grupo A   | Grupo A        | Grupo A     |
| ------------------------- | --------- | ------------------------- | --------------------- | ---------------- | --------- | -------------- | ----------- |
| Equipos libres            |           |                           |                       |                  |           |                |             |
| Grupo B                   |           |                           |                       |                  |           |                |             |
| Puerto Golfito F. C.      | 4 - 1     | C. S. Uruguay de Coronado | Fortunato Atencio     | 15 de septiembre | 11:00     | Raúl Eduarte   |             |
| Fútbol Consultants        | 1 - 1     | Municipal Turrialba       | "Cuty" Monge          | 15 de septiembre | 11:00     | Roger Vindas   |             |
| A. D. C. Barrio México    | 3 - 0     | A. D. Cariari             | "Colleya" Fonseca     | 15 de septiembre | 13:00     | Walter Arronis |             |
| Municipal Santa Ana       | 2 - 1     | Aserrí F. C.              | Municipal de Piedades | 15 de septiembre | 15:00     | Roy Monge      |             |
| Equipo libre: Limón F. C. |           |                           |                       |                  |           |                |             |
| Total de goles: 13        |           |                           |                       |                  |           |                |             |

| Jornada 10                       | Jornada 10 | Jornada 10                | Jornada 10            | Jornada 10       | Jornada 10 | Jornada 10      | Jornada 10  |
| Local                            | Resultado  | Visitante                 | Estadio               | Fecha            | Hora       | Árbitro         | Transmisión |
| Grupo A                          | Grupo A    | Grupo A                   | Grupo A               | Grupo A          | Grupo A    | Grupo A         | Grupo A     |
| -------------------------------- | ---------- | ------------------------- | --------------------- | ---------------- | ---------- | --------------- | ----------- |
| Marineros de Puntarenas          | 3 - 3      | Municipal Garabito        | "Lito" Pérez          | 17 de septiembre | 15:00      | Kevin Ruiz      |             |
| A. D. COFUTPA                    | 0 - 1      | A. D. Carmelita           | "Palmareño" Solís     | 17 de septiembre | 19:00      | Marco Guido     |             |
| Municipal Liberia                | 1 - 2      | Escorpiones de Belén      | Edgardo Baltodano     | 18 de septiembre | 11:00      | Yeudy Rojas     |             |
| San José F. C.                   | 1 - 3      | Puntarenas F. C.          | Ernesto Rohrmoser     | 18 de septiembre | 14:00      | Jonathan Leitón |             |
| Grupo B                          |            |                           |                       |                  |            |                 |             |
| A. D. Cariari                    | 2 - 2      | Municipal Turrialba       | Ebal Rodríguez        | 18 de septiembre | 14:00      | Rubén Palma     |             |
| A. D. C. Barrio México           | 0 - 1      | Puerto Golfito F. C.      | "Cuty" Monge          | 19 de septiembre | 13:30      | César Orozco    |             |
| Municipal Santa Ana              | 0 - 2      | C. S. Uruguay de Coronado | Municipal de Piedades | 19 de septiembre | 15:00      | Iván Cerdas     |             |
| Limón F. C.                      | 0 - 3      | Aserrí F. C.              |                       | Desprogramado    |            |                 |             |
| Equipo libre: Fútbol Consultants |            |                           |                       |                  |            |                 |             |
| Total de goles: 24               |            |                           |                       |                  |            |                 |             |

| Jornada 11                  | Jornada 11 | Jornada 11             | Jornada 11        | Jornada 11       | Jornada 11 | Jornada 11          | Jornada 11  |
| Local                       | Resultado  | Visitante              | Estadio           | Fecha            | Hora       | Árbitro             | Transmisión |
| Grupo A                     | Grupo A    | Grupo A                | Grupo A           | Grupo A          | Grupo A    | Grupo A             | Grupo A     |
| --------------------------- | ---------- | ---------------------- | ----------------- | ---------------- | ---------- | ------------------- | ----------- |
| San José F. C.              | 1 - 1      | Municipal Liberia      | Ernesto Rohrmoser | 24 de septiembre | 19:00      | Jesús Montero       |             |
| Puntarenas F. C.            | 2 - 0      | A. D. Carmelita        | "Lito" Pérez      | 24 de septiembre | 13:00      | Roger Vindas        |             |
| Marineros de Puntarenas     | 2 - 1      | Escorpiones de Belén   | "Lito" Pérez      | 24 de septiembre | 18:00      | Raúl Eduarte        |             |
| A. D. COFUTPA               | 4 - 1      | Municipal Garabito     | "Palmareño" Solís | 26 de septiembre | 11:00      | Carlos Salazar      |             |
| Grupo B                     |            |                        |                   |                  |            |                     |             |
| Aserrí F. C.                | 1 - 1      | Fútbol Consultants     | ST Center         | 24 de septiembre | 15:15      | Anderson Gómez      |             |
| Puerto Golfito F. C.        | 1 - 0      | Municipal Santa Ana    | Fortunato Atencio | 25 de septiembre | 11:00      | Cristian Hernández  |             |
| Municipal Turrialba         | 1 - 0      | A. D. C. Barrio México | Rafael Camacho    | 25 de septiembre | 15:00      | José Daniel Montero |             |
| C. S. Uruguay de Coronado   | 3 - 0      | Limón F. C.            |                   | Desprogramado    |            |                     |             |
| Equipo libre: A. D. Cariari |            |                        |                   |                  |            |                     |             |
| Total de goles: 19          |            |                        |                   |                  |            |                     |             |

| Jornada 12                        | Jornada 12 | Jornada 12                | Jornada 12        | Jornada 12       | Jornada 12 | Jornada 12        | Jornada 12  |
| Local                             | Resultado  | Visitante                 | Estadio           | Fecha            | Hora       | Árbitro           | Transmisión |
| Grupo A                           | Grupo A    | Grupo A                   | Grupo A           | Grupo A          | Grupo A    | Grupo A           | Grupo A     |
| --------------------------------- | ---------- | ------------------------- | ----------------- | ---------------- | ---------- | ----------------- | ----------- |
| Equipos libres                    |            |                           |                   |                  |            |                   |             |
| Grupo B                           |            |                           |                   |                  |            |                   |             |
| Fútbol Consultants                | 1 - 2      | C. S. Uruguay de Coronado | "Cuty" Monge      | 29 de septiembre | 11:00      | William Rodríguez |             |
| A. D. Cariari                     | 0 - 1      | Aserrí F. C.              | Ebal Rodríguez    | 29 de septiembre | 14:00      | Yeudi Rojas       |             |
| A. D. C. Barrio México            | 1 - 1      | Municipal Santa Ana       | "Colleya" Fonseca | 29 de septiembre | 15:00      | Kevin Ruiz        |             |
| Limón F. C.                       | 0 - 3      | Puerto Golfito F. C.      |                   | Desprogramado    |            |                   |             |
| Equipo libre: Municipal Turrialba |            |                           |                   |                  |            |                   |             |
| Total de goles: 9                 |            |                           |                   |                  |            |                   |             |

| Jornada 13                           | Jornada 13 | Jornada 13              | Jornada 13            | Jornada 13    | Jornada 13 | Jornada 13          | Jornada 13  |
| Local                                | Resultado  | Visitante               | Estadio               | Fecha         | Hora       | Árbitro             | Transmisión |
| Grupo A                              | Grupo A    | Grupo A                 | Grupo A               | Grupo A       | Grupo A    | Grupo A             | Grupo A     |
| ------------------------------------ | ---------- | ----------------------- | --------------------- | ------------- | ---------- | ------------------- | ----------- |
| A. D. Carmelita                      | 5 - 1      | San José F. C.          | Rafael Bolaños        | 1 de octubre  | 15:00      | César Orozco        |             |
| Municipal Liberia                    | 2 - 1      | Marineros de Puntarenas | Edgardo Baltodano     | 1 de octubre  | 19:00      | Roger Vindas        |             |
| Municipal Garabito                   | 0 - 3      | Puntarenas F. C.        | Municipal de Garabito | 2 de octubre  | 13:00      | Pablo Camacho       |             |
| Escorpiones de Belén                 | 1 - 0      | A. D. COFUTPA           | Rafael Bolaños        | 4 de octubre  | 13:00      | Einer Arce          |             |
| Grupo B                              |            |                         |                       |               |            |                     |             |
| Puerto Golfito F. C.                 | 2 - 3      | Fútbol Consultants      | Fortunato Atencio     | 2 de octubre  | 13:00      | José Daniel Montero |             |
| C. S. Uruguay de Coronado            | 4 - 2      | A. D. Cariari           | El Labrador           | 2 de octubre  | 15:00      | Esteban Fallas      |             |
| Aserrí F. C.                         | 1 - 4      | Municipal Turrialba     | ST Center             | 4 de octubre  | 15:15      | Iván Cerdas         |             |
| Municipal Santa Ana                  | 3 - 0      | Limón F. C.             |                       | Desprogramado |            |                     |             |
| Equipo libre: A. D. C. Barrio México |            |                         |                       |               |            |                     |             |
| Total de goles: 32                   |            |                         |                       |               |            |                     |             |

| Jornada 14                 | Jornada 14 | Jornada 14                | Jornada 14            | Jornada 14    | Jornada 14 | Jornada 14          | Jornada 14  |
| Local                      | Resultado  | Visitante                 | Estadio               | Fecha         | Hora       | Árbitro             | Transmisión |
| Grupo A                    | Grupo A    | Grupo A                   | Grupo A               | Grupo A       | Grupo A    | Grupo A             | Grupo A     |
| -------------------------- | ---------- | ------------------------- | --------------------- | ------------- | ---------- | ------------------- | ----------- |
| A. D. COFUTPA              | 3 - 3      | Municipal Liberia         | "Palmareño" Solís     | 8 de octubre  | 15:00      | César Orozco        |             |
| San José F. C.             | 3 - 2      | Marineros de Puntarenas   | Ernesto Rohrmoser     | 8 de octubre  | 19:00      | Roy Monge           |             |
| Puntarenas F. C.           | 3 - 0      | Escorpiones de Belén      | Municipal de Garabito | 9 de octubre  | 13:00      | José Daniel Montero |             |
| A. D. Carmelita            | 1 - 1      | Municipal Garabito        | Rafael Bolaños        | 27 de octubre | 14:00      | Iván Cerdas         |             |
| Grupo B                    |            |                           |                       |               |            |                     |             |
| A. D. Cariari              | 1 - 1      | Puerto Golfito F. C.      | Ebal Rodríguez        | 9 de octubre  | 14:00      | Diego Cantillo      |             |
| Municipal Turrialba        | 2 - 0      | C. S. Uruguay de Coronado | Rafael Camacho        | 9 de octubre  | 15:00      | Walter Arronis      |             |
| Fútbol Consultants         | 1 - 2      | Municipal Santa Ana       | "Cuty" Monge          | 10 de octubre | 11:00      | Rubén Palma         |             |
| A. D. C. Barrio México     | 3 - 0      | Limón F. C.               |                       | Desprogramado |            |                     |             |
| Equipo libre: Aserrí F. C. |            |                           |                       |               |            |                     |             |
| Total de goles: 26         |            |                           |                       |               |            |                     |             |

| Jornada 15                              | Jornada 15 | Jornada 15             | Jornada 15            | Jornada 15    | Jornada 15 | Jornada 15        | Jornada 15  |
| Local                                   | Resultado  | Visitante              | Estadio               | Fecha         | Hora       | Árbitro           | Transmisión |
| Grupo A                                 | Grupo A    | Grupo A                | Grupo A               | Grupo A       | Grupo A    | Grupo A           | Grupo A     |
| --------------------------------------- | ---------- | ---------------------- | --------------------- | ------------- | ---------- | ----------------- | ----------- |
| Escorpiones de Belén                    | 0 - 2      | A. D. Carmelita        | Rafael Bolaños        | 15 de octubre | 13:00      | Jonathan Leitón   |             |
| Marineros de Puntarenas                 | 3 - 0      | A. D. COFUTPA          | Municipal de Garabito | 16 de octubre | 13:00      | Reinaldo Sequeira |             |
| Municipal Liberia                       | 0 - 2      | Puntarenas F. C.       | Edgardo Baltodano     | 16 de octubre | 14:00      | Pablo Camacho     |             |
| Municipal Garabito                      | 4 - 1      | San José F. C.         | Municipal de Garabito | 17 de octubre | 11:00      | Roger Vindas      |             |
| Grupo B                                 |            |                        |                       |               |            |                   |             |
| Aserrí F. C.                            | 0 - 0      | A. D. C. Barrio México | ST Center             | 15 de octubre | 15:15      | Kevin Ruiz        |             |
| Puerto Golfito F. C.                    | 4 - 2      | Municipal Turrialba    | Fortunato Atencio     | 16 de octubre | 11:00      | Rubén Palma       |             |
| Municipal Santa Ana                     | 3 - 0      | A. D. Cariari          | Municipal de Piedades | 16 de octubre | 18:00      | Marianela Araya   |             |
| Limón F. C.                             | 0 - 3      | Fútbol Consultants     |                       | Desprogramado |            |                   |             |
| Equipo libre: C. S. Uruguay de Coronado |            |                        |                       |               |            |                   |             |
| Total de goles: 24                      |            |                        |                       |               |            |                   |             |

| Jornada 16                         | Jornada 16 | Jornada 16                | Jornada 16            | Jornada 16    | Jornada 16 | Jornada 16          | Jornada 16  |
| Local                              | Resultado  | Visitante                 | Estadio               | Fecha         | Hora       | Árbitro             | Transmisión |
| Grupo A                            | Grupo A    | Grupo A                   | Grupo A               | Grupo A       | Grupo A    | Grupo A             | Grupo A     |
| ---------------------------------- | ---------- | ------------------------- | --------------------- | ------------- | ---------- | ------------------- | ----------- |
| A. D. Carmelita                    | 0 - 0      | Municipal Liberia         | Rafael Bolaños        | 22 de octubre | 15:00      | Walter Arronis      |             |
| San José F. C.                     | 3 - 2      | A. D. COFUTPA             | Ernesto Rohrmoser     | 22 de octubre | 20:00      | José Daniel Montero |             |
| Municipal Garabito                 | 2 - 0      | Escorpiones de Belén      | Municipal de Garabito | 23 de octubre | 11:00      | Jefferson Jiménez   |             |
| Puntarenas F. C.                   | 2 - 1      | Marineros de Puntarenas   | "Lito" Pérez          | 24 de octubre | 11:00      | Carlos Salazar      |             |
| Grupo B                            |            |                           |                       |               |            |                     |             |
| Aserrí F. C.                       | 0 - 1      | C. S. Uruguay de Coronado | ST Center             | 22 de octubre | 15:15      | Yeudi Rojas         |             |
| Municipal Turrialba                | 1 - 1      | Municipal Santa Ana       | Rafael Camacho        | 23 de octubre | 15:00      | Esteban Fallas      |             |
| A. D. C. Barrio México             | 2 - 0      | Fútbol Consultants        | "Cuty" Monge          | 23 de octubre | 15:00      | Roy Monge           |             |
| A. D. Cariari                      | 3 - 0      | Limón F. C.               |                       | Desprogramado |            |                     |             |
| Equipo libre: Puerto Golfito F. C. |            |                           |                       |               |            |                     |             |
| Total de goles: 18                 |            |                           |                       |               |            |                     |             |

| Jornada 17                        | Jornada 17 | Jornada 17                | Jornada 17        | Jornada 17    | Jornada 17 | Jornada 17         | Jornada 17  |
| Local                             | Resultado  | Visitante                 | Estadio           | Fecha         | Hora       | Árbitro            | Transmisión |
| Grupo A                           | Grupo A    | Grupo A                   | Grupo A           | Grupo A       | Grupo A    | Grupo A            | Grupo A     |
| --------------------------------- | ---------- | ------------------------- | ----------------- | ------------- | ---------- | ------------------ | ----------- |
| A. D. COFUTPA                     | 1 - 1      | Puntarenas F. C.          | "Palmareño" Solís | 29 de octubre | 15:00      | Cristopher Ramírez |             |
| Marineros de Puntarenas           | 1 - 2      | A. D. Carmelita           | "Lito" Pérez      | 30 de octubre | 11:00      | Roy Monge          |             |
| Municipal Liberia                 | 3 - 0      | Municipal Garabito        | Edgardo Baltodano | 31 de octubre | 11:00      | Carlos Salazar     |             |
| San José F. C.                    | 1 - 2      | Escorpiones de Belén      | Ernesto Rohrmoser | 31 de octubre | 13:00      | Erick López        |             |
| Grupo B                           |            |                           |                   |               |            |                    |             |
| Fútbol Consultants                | 1 - 0      | A. D. Cariari             | "Cuty" Monge      | 29 de octubre | 11:00      | Jonathan Leitón    |             |
| Puerto Golfito F. C.              | 0 - 3      | Aserrí F. C.              | Fortunato Atencio | 30 de octubre | 11:00      | Kevin Cruz         |             |
| A. D. C. Barrio México            | 2 - 0      | C. S. Uruguay de Coronado | "Cuty" Monge      | 30 de octubre | 15:00      | Esteban Fallas     |             |
| Limón F. C.                       | 0 - 3      | Municipal Turrialba       |                   | Desprogramado |            |                    |             |
| Equipo libre: Municipal Santa Ana |            |                           |                   |               |            |                    |             |
| Total de goles: 20                |            |                           |                   |               |            |                    |             |

| Jornada 18                | Jornada 18 | Jornada 18              | Jornada 18            | Jornada 18     | Jornada 18 | Jornada 18        | Jornada 18  |
| Local                     | Resultado  | Visitante               | Estadio               | Fecha          | Hora       | Árbitro           | Transmisión |
| Grupo A                   | Grupo A    | Grupo A                 | Grupo A               | Grupo A        | Grupo A    | Grupo A           | Grupo A     |
| ------------------------- | ---------- | ----------------------- | --------------------- | -------------- | ---------- | ----------------- | ----------- |
| A. D. Carmelita           | 1 - 1      | A. D. COFUTPA           | Rafael Bolaños        | 3 de noviembre | 14:00      | Anthony Bravo     |             |
| Puntarenas F. C.          | 6 - 2      | San José F. C.          | "Lito" Pérez          | 5 de noviembre | 15:00      | Reinaldo Sequeira |             |
| Municipal Garabito        | 3 - 3      | Marineros de Puntarenas | Municipal de Garabito | 7 de noviembre | 13:30      | Rubén Palma       |             |
| Escorpiones de Belén      | 0 - 1      | Municipal Liberia       | "Palmareño" Solís     | 7 de noviembre | 13:30      | Yeudi Rojas       |             |
| Grupo B                   |            |                         |                       |                |            |                   |             |
| C. S. Uruguay de Coronado | 2 - 0      | Puerto Golfito F. C.    | El Labrador           | 7 de noviembre | 13:30      | Raúl Eduarte      |             |
| A. D. Cariari             | 2 - 2      | A. D. C. Barrio México  | Ebal Rodríguez        | 7 de noviembre | 13:30      | Anderson Gómez    |             |
| Aserrí F. C.              | 3 - 2      | Municipal Santa Ana     | ST Center             | 7 de noviembre | 13:30      | Marco Guido       |             |
| Municipal Turrialba       | -          | Fútbol Consultants      |                       | No se programó |            |                   |             |
| Equipo libre: Limón F. C. |            |                         |                       |                |            |                   |             |
| Total de goles: 28        |            |                         |                       |                |            |                   |             |

## Fase final

### Cuadro de desarrollo
|  | Cuartos de final                                         | Cuartos de final                                         | Cuartos de final                                         | Cuartos de final                                         | Cuartos de final                                         |   |    | Semifinales                                            | Semifinales                                            | Semifinales                                            | Semifinales                                            | Semifinales                                            |  |    | Final                                          | Final                                          | Final                                          | Final                                          | Final                                          |  |
|  | 13 / 14 de noviembre (ida) 20 / 21 de noviembre (vuelta) | 13 / 14 de noviembre (ida) 20 / 21 de noviembre (vuelta) | 13 / 14 de noviembre (ida) 20 / 21 de noviembre (vuelta) | 13 / 14 de noviembre (ida) 20 / 21 de noviembre (vuelta) | 13 / 14 de noviembre (ida) 20 / 21 de noviembre (vuelta) |   |    | 27 / 28 de noviembre (ida) 4 / 5 de diciembre (vuelta) | 27 / 28 de noviembre (ida) 4 / 5 de diciembre (vuelta) | 27 / 28 de noviembre (ida) 4 / 5 de diciembre (vuelta) | 27 / 28 de noviembre (ida) 4 / 5 de diciembre (vuelta) | 27 / 28 de noviembre (ida) 4 / 5 de diciembre (vuelta) |  |    | 12 de diciembre (ida) 18 de diciembre (vuelta) | 12 de diciembre (ida) 18 de diciembre (vuelta) | 12 de diciembre (ida) 18 de diciembre (vuelta) | 12 de diciembre (ida) 18 de diciembre (vuelta) | 12 de diciembre (ida) 18 de diciembre (vuelta) |  |
|  |                                                          |                                                          |                                                          |                                                          |                                                          |   |    |                                                        |                                                        |                                                        |                                                        |                                                        |  |    |                                                |                                                |                                                |                                                |                                                |  |
|  |                                                          |                                                          |                                                          |                                                          |                                                          |   |    |                                                        |                                                        |                                                        |                                                        |                                                        |  |    |                                                |                                                |                                                |                                                |                                                |  |
|  | 1°A                                                      | Puntarenas                                               | 2                                                        | 4                                                        | 6                                                        |   |    |                                                        |                                                        |                                                        |                                                        |                                                        |  |    |                                                |                                                |                                                |                                                |                                                |  |
|  | 1°A                                                      | Puntarenas                                               | 2                                                        | 4                                                        | 6                                                        |   |    |                                                        |                                                        |                                                        |                                                        |                                                        |  |    |                                                |                                                |                                                |                                                |                                                |  |
|  | 4°B                                                      | Santa Ana                                                | 1                                                        | 3                                                        | 4                                                        |   |    |                                                        |                                                        |                                                        |                                                        |                                                        |  |    |                                                |                                                |                                                |                                                |                                                |  |
|  | 4°B                                                      | Santa Ana                                                | 1                                                        | 3                                                        | 4                                                        |   | C1 | Puntarenas                                             | 1                                                      | 1                                                      | 2                                                      |                                                        |  |    |                                                |                                                |                                                |                                                |                                                |  |
|  |                                                          |                                                          |                                                          |                                                          |                                                          |   | C1 | Puntarenas                                             | 1                                                      | 1                                                      | 2                                                      |                                                        |  |    |                                                |                                                |                                                |                                                |                                                |  |
|  |                                                          |                                                          | C3                                                       | Liberia                                                  | 0                                                        | 1 | 1  |                                                        |                                                        |                                                        |                                                        |                                                        |  |    |                                                |                                                |                                                |                                                |                                                |  |
|  | 2°B                                                      | Uruguay                                                  | C3                                                       | Liberia                                                  | 0                                                        | 1 | 1  | 2                                                      | 0                                                      | 2                                                      |                                                        |                                                        |  |    |                                                |                                                |                                                |                                                |                                                |  |
|  | 2°B                                                      | Uruguay                                                  |                                                          |                                                          |                                                          |   |    |                                                        |                                                        | 2                                                      |                                                        |                                                        |  |    |                                                |                                                |                                                |                                                |                                                |  |
|  | 3°A                                                      | Liberia                                                  | 4                                                        | 0                                                        | 4                                                        |   |    |                                                        |                                                        |                                                        |                                                        |                                                        |  |    |                                                |                                                |                                                |                                                |                                                |  |
|  | 3°A                                                      | Liberia                                                  | 4                                                        | 0                                                        | 4                                                        |   |    |                                                        |                                                        |                                                        |                                                        |                                                        |  | F1 | Barrio México                                  | 0                                              | 0                                              | 0                                              |                                                |  |
|  |                                                          |                                                          |                                                          |                                                          |                                                          |   |    |                                                        |                                                        |                                                        |                                                        |                                                        |  | F1 | Barrio México                                  | 0                                              | 0                                              | 0                                              |                                                |  |
|  |                                                          |                                                          | F2                                                       | Puntarenas                                               | 0                                                        | 2 | 2  |                                                        |                                                        |                                                        |                                                        |                                                        |  |    |                                                |                                                |                                                |                                                |                                                |  |
|  | 2°A                                                      | Carmelita                                                | F2                                                       | Puntarenas                                               | 0                                                        | 2 | 2  | 0                                                      | 1                                                      | 1                                                      |                                                        |                                                        |  |    |                                                |                                                |                                                |                                                |                                                |  |
|  | 2°A                                                      | Carmelita                                                |                                                          |                                                          |                                                          |   |    |                                                        |                                                        | 1                                                      |                                                        |                                                        |  |    |                                                |                                                |                                                |                                                |                                                |  |
|  | 3°B                                                      | Barrio México                                            | 3                                                        | 1                                                        | 4                                                        |   |    |                                                        |                                                        |                                                        |                                                        |                                                        |  |    |                                                |                                                |                                                |                                                |                                                |  |
|  | 3°B                                                      | Barrio México                                            | 3                                                        | 1                                                        | 4                                                        |   | C2 | Barrio México                                          | 0                                                      | 2                                                      | 2                                                      |                                                        |  |    |                                                |                                                |                                                |                                                |                                                |  |
|  |                                                          |                                                          |                                                          |                                                          |                                                          |   | C2 | Barrio México                                          | 0                                                      | 2                                                      | 2                                                      |                                                        |  |    |                                                |                                                |                                                |                                                |                                                |  |
|  |                                                          |                                                          | C4                                                       | Marineros                                                | 0                                                        | 1 | 1  |                                                        |                                                        |                                                        |                                                        |                                                        |  |    |                                                |                                                |                                                |                                                |                                                |  |
|  | 1°B                                                      | Golfito                                                  | C4                                                       | Marineros                                                | 0                                                        | 1 | 1  | 1                                                      | 0                                                      | 1                                                      |                                                        |                                                        |  |    |                                                |                                                |                                                |                                                |                                                |  |
|  | 1°B                                                      | Golfito                                                  |                                                          |                                                          |                                                          |   |    |                                                        |                                                        | 1                                                      |                                                        |                                                        |  |    |                                                |                                                |                                                |                                                |                                                |  |
|  | 4°A                                                      | Marineros                                                | 3                                                        | 1                                                        | 4                                                        |   |    |                                                        |                                                        |                                                        |                                                        |                                                        |  |    |                                                |                                                |                                                |                                                |                                                |  |
|  | 4°A                                                      | Marineros                                                | 3                                                        | 1                                                        | 4                                                        |   |    |                                                        |                                                        |                                                        |                                                        |                                                        |  |    |                                                |                                                |                                                |                                                |                                                |  |
|  |                                                          |                                                          |                                                          |                                                          |                                                          |   |    |                                                        |                                                        |                                                        |                                                        |                                                        |  |    |                                                |                                                |                                                |                                                |                                                |  |

### Cuartos de final

#### Puntarenas vs. Santa Ana
| 13 de noviembre de 2021, 19:00 | Municipal Santa Ana    | 1:2 (0:2) | Puntarenas F. C.                        | Estadio Municipal de Piedades, Santa Ana, San José |                            |
|                                | - Fabricio Venegas 89' | Reporte   | - Greivin Méndez 27' - Kevin Sancho 34' | Árbitro(s): Carlos Salazar                         | Árbitro(s): Carlos Salazar |

| 21 de noviembre de 2021, 11:00 | Puntarenas F. C.                                                                   | 4:3 (1:2) (Global 6:4) | Municipal Santa Ana                                                            | Estadio "Lito" Pérez, Puntarenas |                           |
|                                | - Asdrúbal Gibbons 14' - Daniel Quirós 49' - Greivin Méndez 53' - Justin Roque 79' | Reporte                | - Krisler Villalobos 35' (a.g.) - Cristopher Alfaro 45' - Fabricio Venegas 68' | Árbitro(s): Pablo Camacho        | Árbitro(s): Pablo Camacho |

#### Carmelita vs. Barrio México
| 14 de noviembre de 2021, 14:00 | A. D. C. Barrio México                                              | 3:0 (2:0) | A. D. Carmelita | Estadio "Cuty" Monge, San José |                               |
|                                | - Din John Arias 4' - Jeffry Montenegro 17' - Marvin Chinchilla 81' | Reporte   |                 | Árbitro(s): Reinaldo Sequeira  | Árbitro(s): Reinaldo Sequeira |

| 21 de noviembre de 2021, 14:00 | A. D. Carmelita    | 1:1 (0:0) (Global 1:4) | A. D. C. Barrio México | Estadio Rafael Bolaños, Alajuela |                             |
|                                | - Erick Zúñiga 80' | Reporte                | - Jonathan Hansen 87'  | Árbitro(s): Marianela Araya      | Árbitro(s): Marianela Araya |

#### Golfito vs. Marineros
| 14 de noviembre de 2021, 11:00 | Marineros de Puntarenas                              | 3:1 (1:1) | Puerto Golfito F. C. | Estadio "Lito" Pérez, Puntarenas |                          |
|                                | - José Rodolfo Montiel 25', 53' - Gustavo Méndez 85' | Reporte   | - Steven Cerdas 15'  | Árbitro(s): Josué Ugalde         | Árbitro(s): Josué Ugalde |

| 20 de noviembre de 2021, 11:00 | Puerto Golfito F. C. | 0:1 (0:0) (Global 1:4) | Marineros de Puntarenas | Estadio Fortunato Atencio, Golfito, Puntarenas |                            |
|                                |                      | Reporte                | - Daniel Castrillo 82'  | Árbitro(s): Carlos Salazar                     | Árbitro(s): Carlos Salazar |

#### Uruguay vs. Liberia
| 13 de noviembre de 2021, 13:00 | Municipal Liberia                                                                  | 4:2 (4:1) | C. S. Uruguay de Coronado                   | Estadio Edgardo Baltodano, Guanacaste |                          |
|                                | - Josué Quedo 1' - Bryan Solórzano 20' - Andrés Vargas 31' - Joaquín Huertas 45+1' | Reporte   | - Johel Montero 38' - Jeiner Ballestero 58' | Árbitro(s): Roger Vindas              | Árbitro(s): Roger Vindas |

| 20 de noviembre de 2021, 18:00 | C. S. Uruguay de Coronado | 0:0 (0:0) (Global 2:4) | Municipal Liberia | Estadio El Labrador, Coronado, San José |                           |
|                                |                           | Reporte                |                   | Árbitro(s): Ariel Cordero               | Árbitro(s): Ariel Cordero |

### Semifinales

#### Puntarenas vs. Liberia
| 27 de noviembre de 2021, 13:00 | Municipal Liberia | 0:1 (0:0) | Puntarenas F. C.         | Estadio Edgardo Baltodano, Guanacaste |                          |
|                                |                   | Reporte   | - Asdrúbal Gibbons 90+2' | Árbitro(s): Raúl Eduarte              | Árbitro(s): Raúl Eduarte |

| 5 de diciembre de 2021, 13:00 | Puntarenas F. C.       | 1:1 (1:1) (Global 2:1) | Municipal Liberia  | Estadio "Lito" Pérez, Puntarenas |             |
|                               | - Asdrúbal Gibbons 24' | Reporte                | - Erick Aguilar 7' | Árbitro(s):                      | Árbitro(s): |

#### Barrio México vs. Marineros
| 28 de noviembre de 2021, 11:00 | Marineros de Puntarenas | 0:0     | A. D. C. Barrio México | Estadio "Lito" Pérez, Puntarenas |                          |
|                                |                         | Reporte |                        | Árbitro(s): César Orozco         | Árbitro(s): César Orozco |

| 4 de diciembre de 2021, 19:00 | A. D. C. Barrio México                   | 2:1 (0:1) (Global 2:1) | Marineros de Puntarenas   | Estadio "Cuty" Monge, San José |             |
|                               | - Edder Monguío 60' - Deibys Jiménez 71' | Reporte                | - José Rodolfo Montiel 3' | Árbitro(s):                    | Árbitro(s): |

### Final
El sorteo para determinar cuál equipo cierra la serie como local se realizó el 7 de diciembre.

#### Barrio México vs. Puntarenas
| 12 de diciembre de 2021, 13:00 | Puntarenas F. C. | 0:0     | A. D. C. Barrio México | Estadio "Lito" Pérez, Puntarenas |                           |
|                                |                  | Reporte |                        | Árbitro(s): Ariel Cordero        | Árbitro(s): Ariel Cordero |

| 18 de diciembre de 2021, 19:00 | A. D. C. Barrio México | 0:2 (0:2) (Global 0:2) | Puntarenas F. C.                         | Estadio "Cuty" Monge, San José |                           |
|                                |                        | Reporte                | - Greivin Méndez 19' - Johnny Gordon 22' | Árbitro(s): Pablo Camacho      | Árbitro(s): Pablo Camacho |

#### Final - ida
| 99    | POR   | Guido Jiménez      |     |
| 15    | DEF   | Krisler Villalobos |     |
| 12    | DEF   | Asdrúbal Gibbons   |     |
| 25    | DEF   | Kliver Gómez       |     |
| 17    | DEF   | Kenneth Carvajal   |     |
| 21    | DEF   | Johnny Gordon      |     |
| 10    | MED   | Joserth Hernández  | 63' |
| 13    | MED   | Greivin Méndez     | 58' |
| 20    | MED   | Steven Williams    |     |
| 19    | MED   | Kevin Sancho       |     |
| 8     | DEL   | Víctor Pérez       | 88' |
| D. T. | D. T. | Horacio Esquivel   |     |

| 1     | POR   | Bryan Morales      |     |
| 8     | DEF   | Edder Monguío      |     |
| 12    | DEF   | Joshua Munguía     |     |
| 6     | DEF   | Sebastián González | 45' |
| 21    | DEF   | Sebastián Pagés    |     |
| 15    | MED   | Kevin Miranda      | 45' |
| 23    | MED   | Luis Miguel Valle  | 77' |
| 3     | MED   | Víctor Chavarría   |     |
| 11    | DEL   | Jeffry Montenegro  |     |
| 10    | DEL   | Din John Arias     | 57' |
| 16    | DEL   | Jonathan Hansen    | 72' |
| D. T. | D. T. | Gilberto Martínez  |     |

| 7  | DEL | Keylor Ramírez    | 58' |
| 11 | MED | Anthony Hernández | 63' |
| 26 | DEL | Justin Roque      | 88' |

| 13 | DEF | Jameson Scott     | 45' |
| 2  | MED | Jason García      | 45' |
| 18 | DEL | Cristopher Solano | 57' |
| 9  | DEL | Deibys Jiménez    | 72' |
| 19 | MED | Grehivin Marchena | 77' |

| 26' · 57' | Johnny Gordon Kevin Sancho |

| 15' · 33' · 66' · 80' | Joshua Munguía Edder Munguío Jameson Scott Bryan Morales |

| Principal  | Ariel Cordero    |
| Asistentes | Ricardo Picado   |
|            | Fabián Baltodano |
| Cuarto     | Raúl Eduarte     |

| 99    | POR   | Guido Jiménez      |     |
| 15    | DEF   | Krisler Villalobos |     |
| 12    | DEF   | Asdrúbal Gibbons   |     |
| 25    | DEF   | Kliver Gómez       |     |
| 17    | DEF   | Kenneth Carvajal   |     |
| 21    | DEF   | Johnny Gordon      |     |
| 10    | MED   | Joserth Hernández  | 63' |
| 13    | MED   | Greivin Méndez     | 58' |
| 20    | MED   | Steven Williams    |     |
| 19    | MED   | Kevin Sancho       |     |
| 8     | DEL   | Víctor Pérez       | 88' |
| D. T. | D. T. | Horacio Esquivel   |     |

| 1     | POR   | Bryan Morales      |     |
| 8     | DEF   | Edder Monguío      |     |
| 12    | DEF   | Joshua Munguía     |     |
| 6     | DEF   | Sebastián González | 45' |
| 21    | DEF   | Sebastián Pagés    |     |
| 15    | MED   | Kevin Miranda      | 45' |
| 23    | MED   | Luis Miguel Valle  | 77' |
| 3     | MED   | Víctor Chavarría   |     |
| 11    | DEL   | Jeffry Montenegro  |     |
| 10    | DEL   | Din John Arias     | 57' |
| 16    | DEL   | Jonathan Hansen    | 72' |
| D. T. | D. T. | Gilberto Martínez  |     |

| 7  | DEL | Keylor Ramírez    | 58' |
| 11 | MED | Anthony Hernández | 63' |
| 26 | DEL | Justin Roque      | 88' |

| 13 | DEF | Jameson Scott     | 45' |
| 2  | MED | Jason García      | 45' |
| 18 | DEL | Cristopher Solano | 57' |
| 9  | DEL | Deibys Jiménez    | 72' |
| 19 | MED | Grehivin Marchena | 77' |

| 26' · 57' | Johnny Gordon Kevin Sancho |

| 15' · 33' · 66' · 80' | Joshua Munguía Edder Munguío Jameson Scott Bryan Morales |

| Principal  | Ariel Cordero    |
| Asistentes | Ricardo Picado   |
|            | Fabián Baltodano |
| Cuarto     | Raúl Eduarte     |

| 99    | POR   | Guido Jiménez      |     |
| 15    | DEF   | Krisler Villalobos |     |
| 12    | DEF   | Asdrúbal Gibbons   |     |
| 25    | DEF   | Kliver Gómez       |     |
| 17    | DEF   | Kenneth Carvajal   |     |
| 21    | DEF   | Johnny Gordon      |     |
| 10    | MED   | Joserth Hernández  | 63' |
| 13    | MED   | Greivin Méndez     | 58' |
| 20    | MED   | Steven Williams    |     |
| 19    | MED   | Kevin Sancho       |     |
| 8     | DEL   | Víctor Pérez       | 88' |
| D. T. | D. T. | Horacio Esquivel   |     |

| 1     | POR   | Bryan Morales      |     |
| 8     | DEF   | Edder Monguío      |     |
| 12    | DEF   | Joshua Munguía     |     |
| 6     | DEF   | Sebastián González | 45' |
| 21    | DEF   | Sebastián Pagés    |     |
| 15    | MED   | Kevin Miranda      | 45' |
| 23    | MED   | Luis Miguel Valle  | 77' |
| 3     | MED   | Víctor Chavarría   |     |
| 11    | DEL   | Jeffry Montenegro  |     |
| 10    | DEL   | Din John Arias     | 57' |
| 16    | DEL   | Jonathan Hansen    | 72' |
| D. T. | D. T. | Gilberto Martínez  |     |

| 7  | DEL | Keylor Ramírez    | 58' |
| 11 | MED | Anthony Hernández | 63' |
| 26 | DEL | Justin Roque      | 88' |

| 13 | DEF | Jameson Scott     | 45' |
| 2  | MED | Jason García      | 45' |
| 18 | DEL | Cristopher Solano | 57' |
| 9  | DEL | Deibys Jiménez    | 72' |
| 19 | MED | Grehivin Marchena | 77' |

| 26' · 57' | Johnny Gordon Kevin Sancho |

| 15' · 33' · 66' · 80' | Joshua Munguía Edder Munguío Jameson Scott Bryan Morales |

| Principal  | Ariel Cordero    |
| Asistentes | Ricardo Picado   |
|            | Fabián Baltodano |
| Cuarto     | Raúl Eduarte     |

| 99    | POR   | Guido Jiménez      |     |
| 15    | DEF   | Krisler Villalobos |     |
| 12    | DEF   | Asdrúbal Gibbons   |     |
| 25    | DEF   | Kliver Gómez       |     |
| 17    | DEF   | Kenneth Carvajal   |     |
| 21    | DEF   | Johnny Gordon      |     |
| 10    | MED   | Joserth Hernández  | 63' |
| 13    | MED   | Greivin Méndez     | 58' |
| 20    | MED   | Steven Williams    |     |
| 19    | MED   | Kevin Sancho       |     |
| 8     | DEL   | Víctor Pérez       | 88' |
| D. T. | D. T. | Horacio Esquivel   |     |

| 1     | POR   | Bryan Morales      |     |
| 8     | DEF   | Edder Monguío      |     |
| 12    | DEF   | Joshua Munguía     |     |
| 6     | DEF   | Sebastián González | 45' |
| 21    | DEF   | Sebastián Pagés    |     |
| 15    | MED   | Kevin Miranda      | 45' |
| 23    | MED   | Luis Miguel Valle  | 77' |
| 3     | MED   | Víctor Chavarría   |     |
| 11    | DEL   | Jeffry Montenegro  |     |
| 10    | DEL   | Din John Arias     | 57' |
| 16    | DEL   | Jonathan Hansen    | 72' |
| D. T. | D. T. | Gilberto Martínez  |     |

| 7  | DEL | Keylor Ramírez    | 58' |
| 11 | MED | Anthony Hernández | 63' |
| 26 | DEL | Justin Roque      | 88' |

| 13 | DEF | Jameson Scott     | 45' |
| 2  | MED | Jason García      | 45' |
| 18 | DEL | Cristopher Solano | 57' |
| 9  | DEL | Deibys Jiménez    | 72' |
| 19 | MED | Grehivin Marchena | 77' |

| 26' · 57' | Johnny Gordon Kevin Sancho |

| 15' · 33' · 66' · 80' | Joshua Munguía Edder Munguío Jameson Scott Bryan Morales |

| Principal  | Ariel Cordero    |
| Asistentes | Ricardo Picado   |
|            | Fabián Baltodano |
| Cuarto     | Raúl Eduarte     |

#### Final - vuelta
| 1     | POR   | Bryan Morales     |     |
| 13    | DEF   | Jameson Scott     |     |
| 12    | DEF   | Joshua Munguía    |     |
| 2     | DEF   | Jason García      |     |
| 21    | DEF   | Sebastián Pagés   | 62' |
| 3     | MED   | Víctor Chavarría  |     |
| 23    | MED   | Luis Miguel Valle | 70' |
| 15    | MED   | Kevin Miranda     | 45' |
| 11    | DEL   | Jeffry Montenegro | 77' |
| 10    | DEL   | Din John Arias    | 45' |
| 16    | DEL   | Jonathan Hansen   |     |
| D. T. | D. T. | Gilberto Martínez |     |

| 99    | POR   | Guido Jiménez      |     |
| 15    | DEF   | Krisler Villalobos |     |
| 12    | DEF   | Asdrúbal Gibbons   |     |
| 25    | DEF   | Kliver Gómez       |     |
| 17    | DEF   | Kenneth Carvajal   |     |
| 21    | MED   | Johnny Gordon      | 56' |
| 26    | MED   | Justin Roque       | 89' |
| 13    | MED   | Greivin Méndez     |     |
| 20    | MED   | Steven Williams    |     |
| 5     | MED   | Carlos Monge       |     |
| 8     | DEL   | Víctor Pérez       | 75' |
| D. T. | D. T. | Horacio Esquivel   |     |

| 6  | DEF | Sebastián González | 45' |
| 9  | DEL | Deibys Jiménez     | 45' |
| 18 | DEL | Cristopher Solano  | 62' |
| 4  | MED | Miguel Marín       | 70' |
| 19 | MED | Grehivin Marchena  | 77' |

| 11 | DEL | Anthony Hernández | 56' |
| 10 | MED | Yoserth Hernández | 75' |
| 2  | DEF | Jorge Roque       | 89' |

| 19' · 22' | Greivin Méndez Johnny Gordon | 0:1 0:2 |

| 31' · 39' · 80' · 84' | Joshua Munguía Víctor Chavarría Jason García Din John Arias |

| 14' · 59' · 72' · 73' | Steven Williams Guido Jiménez Justin Roque Víctor Pérez |

| Principal  | Pablo Camacho |
| Asistentes | Marvin Meza   |
|            | Félix Quesada |
| Cuarto     | Rubén Palma   |

| 1     | POR   | Bryan Morales     |     |
| 13    | DEF   | Jameson Scott     |     |
| 12    | DEF   | Joshua Munguía    |     |
| 2     | DEF   | Jason García      |     |
| 21    | DEF   | Sebastián Pagés   | 62' |
| 3     | MED   | Víctor Chavarría  |     |
| 23    | MED   | Luis Miguel Valle | 70' |
| 15    | MED   | Kevin Miranda     | 45' |
| 11    | DEL   | Jeffry Montenegro | 77' |
| 10    | DEL   | Din John Arias    | 45' |
| 16    | DEL   | Jonathan Hansen   |     |
| D. T. | D. T. | Gilberto Martínez |     |

| 99    | POR   | Guido Jiménez      |     |
| 15    | DEF   | Krisler Villalobos |     |
| 12    | DEF   | Asdrúbal Gibbons   |     |
| 25    | DEF   | Kliver Gómez       |     |
| 17    | DEF   | Kenneth Carvajal   |     |
| 21    | MED   | Johnny Gordon      | 56' |
| 26    | MED   | Justin Roque       | 89' |
| 13    | MED   | Greivin Méndez     |     |
| 20    | MED   | Steven Williams    |     |
| 5     | MED   | Carlos Monge       |     |
| 8     | DEL   | Víctor Pérez       | 75' |
| D. T. | D. T. | Horacio Esquivel   |     |

| 6  | DEF | Sebastián González | 45' |
| 9  | DEL | Deibys Jiménez     | 45' |
| 18 | DEL | Cristopher Solano  | 62' |
| 4  | MED | Miguel Marín       | 70' |
| 19 | MED | Grehivin Marchena  | 77' |

| 11 | DEL | Anthony Hernández | 56' |
| 10 | MED | Yoserth Hernández | 75' |
| 2  | DEF | Jorge Roque       | 89' |

| 19' · 22' | Greivin Méndez Johnny Gordon | 0:1 0:2 |

| 31' · 39' · 80' · 84' | Joshua Munguía Víctor Chavarría Jason García Din John Arias |

| 14' · 59' · 72' · 73' | Steven Williams Guido Jiménez Justin Roque Víctor Pérez |

| Principal  | Pablo Camacho |
| Asistentes | Marvin Meza   |
|            | Félix Quesada |
| Cuarto     | Rubén Palma   |

| 1     | POR   | Bryan Morales     |     |
| 13    | DEF   | Jameson Scott     |     |
| 12    | DEF   | Joshua Munguía    |     |
| 2     | DEF   | Jason García      |     |
| 21    | DEF   | Sebastián Pagés   | 62' |
| 3     | MED   | Víctor Chavarría  |     |
| 23    | MED   | Luis Miguel Valle | 70' |
| 15    | MED   | Kevin Miranda     | 45' |
| 11    | DEL   | Jeffry Montenegro | 77' |
| 10    | DEL   | Din John Arias    | 45' |
| 16    | DEL   | Jonathan Hansen   |     |
| D. T. | D. T. | Gilberto Martínez |     |

| 99    | POR   | Guido Jiménez      |     |
| 15    | DEF   | Krisler Villalobos |     |
| 12    | DEF   | Asdrúbal Gibbons   |     |
| 25    | DEF   | Kliver Gómez       |     |
| 17    | DEF   | Kenneth Carvajal   |     |
| 21    | MED   | Johnny Gordon      | 56' |
| 26    | MED   | Justin Roque       | 89' |
| 13    | MED   | Greivin Méndez     |     |
| 20    | MED   | Steven Williams    |     |
| 5     | MED   | Carlos Monge       |     |
| 8     | DEL   | Víctor Pérez       | 75' |
| D. T. | D. T. | Horacio Esquivel   |     |

| 6  | DEF | Sebastián González | 45' |
| 9  | DEL | Deibys Jiménez     | 45' |
| 18 | DEL | Cristopher Solano  | 62' |
| 4  | MED | Miguel Marín       | 70' |
| 19 | MED | Grehivin Marchena  | 77' |

| 11 | DEL | Anthony Hernández | 56' |
| 10 | MED | Yoserth Hernández | 75' |
| 2  | DEF | Jorge Roque       | 89' |

| 19' · 22' | Greivin Méndez Johnny Gordon | 0:1 0:2 |

| 31' · 39' · 80' · 84' | Joshua Munguía Víctor Chavarría Jason García Din John Arias |

| 14' · 59' · 72' · 73' | Steven Williams Guido Jiménez Justin Roque Víctor Pérez |

| Principal  | Pablo Camacho |
| Asistentes | Marvin Meza   |
|            | Félix Quesada |
| Cuarto     | Rubén Palma   |

| 1     | POR   | Bryan Morales     |     |
| 13    | DEF   | Jameson Scott     |     |
| 12    | DEF   | Joshua Munguía    |     |
| 2     | DEF   | Jason García      |     |
| 21    | DEF   | Sebastián Pagés   | 62' |
| 3     | MED   | Víctor Chavarría  |     |
| 23    | MED   | Luis Miguel Valle | 70' |
| 15    | MED   | Kevin Miranda     | 45' |
| 11    | DEL   | Jeffry Montenegro | 77' |
| 10    | DEL   | Din John Arias    | 45' |
| 16    | DEL   | Jonathan Hansen   |     |
| D. T. | D. T. | Gilberto Martínez |     |

| 99    | POR   | Guido Jiménez      |     |
| 15    | DEF   | Krisler Villalobos |     |
| 12    | DEF   | Asdrúbal Gibbons   |     |
| 25    | DEF   | Kliver Gómez       |     |
| 17    | DEF   | Kenneth Carvajal   |     |
| 21    | MED   | Johnny Gordon      | 56' |
| 26    | MED   | Justin Roque       | 89' |
| 13    | MED   | Greivin Méndez     |     |
| 20    | MED   | Steven Williams    |     |
| 5     | MED   | Carlos Monge       |     |
| 8     | DEL   | Víctor Pérez       | 75' |
| D. T. | D. T. | Horacio Esquivel   |     |

| 6  | DEF | Sebastián González | 45' |
| 9  | DEL | Deibys Jiménez     | 45' |
| 18 | DEL | Cristopher Solano  | 62' |
| 4  | MED | Miguel Marín       | 70' |
| 19 | MED | Grehivin Marchena  | 77' |

| 11 | DEL | Anthony Hernández | 56' |
| 10 | MED | Yoserth Hernández | 75' |
| 2  | DEF | Jorge Roque       | 89' |

| 19' · 22' | Greivin Méndez Johnny Gordon | 0:1 0:2 |

| 31' · 39' · 80' · 84' | Joshua Munguía Víctor Chavarría Jason García Din John Arias |

| 14' · 59' · 72' · 73' | Steven Williams Guido Jiménez Justin Roque Víctor Pérez |

| Principal  | Pablo Camacho |
| Asistentes | Marvin Meza   |
|            | Félix Quesada |
| Cuarto     | Rubén Palma   |

|                                        |
| Campeón Apertura 2021 Puntarenas F. C. |

## Estadísticas

### Máximos goleadores
Lista con los máximos goleadores de la competencia.
Datos actualizados a 18 de diciembre de 2021 y según página oficial.
| Núm. | Jugador               | Equipo        | Goles |
| ---- | --------------------- | ------------- | ----- |
| 1.º  | Raúl Vidal            | Garabito      | 12    |
| 2.º  | José Rodolfo Montiel  | Marineros     | 9     |
| 3.º  | Asdrúbal Gibbons      | Puntarenas    | 8     |
| 3.º  | Erick Zúñiga          | Carmelita     | 8     |
| 5.º  | Johan Bonilla         | Turrialba     | 7     |
| 5.º  | Lopsang Balmaceda     | San José      | 7     |
| 5.º  | Samuel Román          | Marineros     | 7     |
| 8.º  | Jehudy Pizarro        | COFUTPA       | 6     |
| 8.º  | Luis Carlos Delgado   | COFUTPA       | 6     |
| 10.º | Anthony Hernández     | Puntarenas    | 5     |
| 10.º | Ariel Zapata          | Cariari       | 5     |
| 10.º | Bryan Jiménez         | San José      | 5     |
| 10.º | Carlos Ruiz           | Golfito       | 5     |
| 10.º | Deibys Jiménez        | Barrio México | 5     |
| 10.º | Fabián Oviedo         | Santa Ana     | 5     |
| 10.º | Greivin Méndez        | Puntarenas    | 5     |
| 10.º | Justin Roque          | Puntarenas    | 5     |
| 10.º | Manfred Hudson        | Uruguay       | 5     |
| 19.º | Anderson Núñez        | Cariari       | 4     |
| 19.º | Bryan Solórzano       | Liberia       | 4     |
| 19.º | Cristhian Lagos       | Carmelita     | 4     |
| 19.º | Fabricio Venegas      | Santa Ana     | 4     |
| 19.º | Hansell Arauz         | Golfito       | 4     |
| 19.º | Hollman Mairena       | Marineros     | 4     |
| 19.º | Jonathan Hansen       | Barrio México | 4     |
| 19.º | Randy Taylor          | Santa Ana     | 4     |
| 27.º | Álvaro Zamora         | Uruguay       | 3     |
| 27.º | Andrés Vargas         | Liberia       | 3     |
| 27.º | Ariel Matarrita       | Aserrí        | 3     |
| 27.º | Daniel Quirós         | Puntarenas    | 3     |
| 27.º | Freddy Borbón         | Uruguay       | 3     |
| 27.º | Gustavo Méndez        | Marineros     | 3     |
| 27.º | Gustavo Portuguez     | Uruguay       | 3     |
| 27.º | Henry Cooper          | Garabito      | 3     |
| 27.º | Jairo Arrieta         | Consultants   | 3     |
| 27.º | Jeffrey Montenegro    | Barrio México | 3     |
| 27.º | Joel Montero          | Uruguay       | 3     |
| 27.º | Johnny Gordon         | Puntarenas    | 3     |
| 27.º | Josué Mitchell        | Liberia       | 3     |
| 27.º | Juan Diego Ruiz       | Garabito      | 3     |
| 27.º | Juan Gabriel Calderón | San José      | 3     |
| 27.º | Kevin Sancho          | Puntarenas    | 3     |
| 27.º | Marc Marruecos        | Consultants   | 3     |
| 27.º | Miguel Tercero        | Cariari       | 3     |
| 27.º | Nicolás Thomsen       | Uruguay       | 3     |
| 27.º | Steven Cerdas         | Golfito       | 3     |
| 27.º | Verny Scott           | Barrio México | 3     |
| 27.º | Víctor Pérez          | Puntarenas    | 3     |
| 49.º | Állan Miranda         | San José      | 2     |
| 49.º | Andrés Montalbán      | Consultants   | 2     |
| 49.º | Andrey Ugalde         | Santa Ana     | 2     |
| 49.º | Armando Ruiz          | Cariari       | 2     |
| 49.º | Benilton Arruba       | Garabito      | 2     |
| 49.º | Berny Solórzano       | Carmelita     | 2     |
| 49.º | Carlos Quirós         | Turrialba     | 2     |
| 49.º | Christian Rivas       | Liberia       | 2     |
| 49.º | Cleber Lucas          | Liberia       | 2     |
| 49.º | Daniel Castrillo      | Marineros     | 2     |
| 49.º | Darío Alfaro          | Marineros     | 2     |
| 49.º | Din John Arias        | Barrio México | 2     |
| 49.º | Edder Monguío         | Barrio México | 2     |
| 49.º | Eduardo Valverde      | Turrialba     | 2     |
| 49.º | Erick Aguilar         | Liberia       | 2     |
| 49.º | Erick Barahona        | San José      | 2     |
| 49.º | Jemark Hernández      | Garabito      | 2     |
| 49.º | Jorge Muñoz           | Turrialba     | 2     |
| 49.º | José Alvarado         | Carmelita     | 2     |
| 49.º | Josué Quedo           | Liberia       | 2     |
| 49.º | Keller Weston         | Aserrí        | 2     |
| 49.º | Kevin Chinchilla      | Garabito      | 2     |
| 49.º | Marco Chaves          | Santa Ana     | 2     |
| 49.º | Pablo Morera          | Escorpiones   | 2     |
| 49.º | Randall Alvarado      | Golfito       | 2     |
| 49.º | Reggy Rivera          | Marineros     | 2     |
| 49.º | Steven Williams       | Puntarenas    | 2     |
| 49.º | Yeremy Araya          | Golfito       | 2     |
| 77.º | Alexander Monge       | Consultants   | 1     |
| 77.º | Andrey Salmerón       | Consultants   | 1     |
| 77.º | Anthony Mata          | Barrio México | 1     |
| 77.º | Ariel Viegas          | Aserrí        | 1     |
| 77.º | Atim Roper            | Uruguay       | 1     |
| 77.º | Brandon Calderón      | Carmelita     | 1     |
| 77.º | Brandon Salazar       | COFUTPA       | 1     |
| 77.º | Bryan Sánchez         | COFUTPA       | 1     |
| 77.º | Carlos Montenegro     | Carmelita     | 1     |
| 77.º | Carlos Ochoa          | COFUTPA       | 1     |
| 77.º | Carlos Umaña          | Carmelita     | 1     |
| 77.º | César Acuña           | Escorpiones   | 1     |
| 77.º | Cristopher Alfaro     | Santa Ana     | 1     |
| 77.º | David Hernández       | Aserrí        | 1     |
| 77.º | Davis Paniagua        | Cariari       | 1     |
| 77.º | Erickson Arias        | Barrio México | 1     |
| 77.º | Esteban Chaves        | Turrialba     | 1     |
| 77.º | Esteban Sandoval      | COFUTPA       | 1     |
| 77.º | Esyin Cordero         | Liberia       | 1     |
| 77.º | Fabricio Ríos         | Aserrí        | 1     |
| 77.º | Felipe Chaves         | Golfito       | 1     |
| 77.º | Fred Juárez           | Santa Ana     | 1     |
| 77.º | Greichel Pérez        | Carmelita     | 1     |
| 77.º | Guillermo Morales     | Aserrí        | 1     |
| 77.º | Gustavo Campos        | Aserrí        | 1     |
| 77.º | Ignacio Quesada       | Carmelita     | 1     |
| 77.º | Jaime Rosales         | Liberia       | 1     |
| 77.º | Jaime Valderramos     | Carmelita     | 1     |
| 77.º | Jason Correa          | Turrialba     | 1     |
| 77.º | Jean Scott            | Santa Ana     | 1     |
| 77.º | Jefferson Venegas     | Golfito       | 1     |
| 77.º | Jeiner Ballestero     | Uruguay       | 1     |
| 77.º | Jeremy Pinzón         | Marineros     | 1     |
| 77.º | Jesús Chaves          | Turrialba     | 1     |
| 77.º | Jhonny Jordan         | Liberia       | 1     |
| 77.º | Jhonny Salas          | Marineros     | 1     |
| 77.º | Joaquín Huertas       | Liberia       | 1     |
| 77.º | Johel Cedeño          | Golfito       | 1     |
| 77.º | Johnny Aguilar        | Cariari       | 1     |
| 77.º | Jonaiker Maro         | Garabito      | 1     |
| 77.º | Jonathan Sánchez      | Garabito      | 1     |
| 77.º | Joram Fernández       | Consultants   | 1     |
| 77.º | José Rodolfo Alfaro   | Escorpiones   | 1     |
| 77.º | José Pablo Sancho     | COFUTPA       | 1     |
| 77.º | José Andrés Torres    | Carmelita     | 1     |
| 77.º | Joshua Munguía        | Barrio México | 1     |
| 77.º | Josué Serrano         | Escorpiones   | 1     |
| 77.º | Juan Pablo Arguedas   | Escorpiones   | 1     |
| 77.º | Karin Arce            | Escorpiones   | 1     |
| 77.º | Kevin Díaz            | Turrialba     | 1     |
| 77.º | Luis Carlos Artavia   | Garabito      | 1     |
| 77.º | Luis Miguel Valle     | Barrio México | 1     |
| 77.º | Maikel Bermúdez       | Aserrí        | 1     |
| 77.º | Marco Barrantes       | Golfito       | 1     |
| 77.º | Marvin Chinchilla     | Barrio México | 1     |
| 77.º | Michael Arias         | Carmelita     | 1     |
| 77.º | Miguel Marín          | Barrio México | 1     |
| 77.º | Nendali Mendoza       | Escorpiones   | 1     |
| 77.º | Óscar Cubero          | COFUTPA       | 1     |
| 77.º | Óscar Viales          | Liberia       | 1     |
| 77.º | Osvaldo Gómez         | COFUTPA       | 1     |
| 77.º | Randy Ramírez         | Consultants   | 1     |
| 77.º | Raymond Madrigal      | Santa Ana     | 1     |
| 77.º | Roger Cortés          | Aserrí        | 1     |
| 77.º | Roger Vargas          | Consultants   | 1     |
| 77.º | Ronney Mora           | Marineros     | 1     |
| 77.º | Sebastián Castro      | Carmelita     | 1     |
| 77.º | Sebastián Pagés       | Barrio México | 1     |
| 77.º | Sebastián Suñol       | Consultants   | 1     |
| 77.º | Slahuko Jawnyj        | Aserrí        | 1     |
| 77.º | Thomas Zukaras        | Aserrí        | 1     |
| 77.º | Tommy Muñoz           | Consultants   | 1     |
| 77.º | Yoserth Hernández     | Puntarenas    | 1     |

#### Tripletes o más
Jugadores que marcaron tres o más goles en un solo partido.
| Fecha          | Jugador              | Goles              | Local      |  | Resultado |  | Visitante | Jornada |
| -------------- | -------------------- | ------------------ | ---------- |  | --------- |  | --------- | ------- |
| 14 de agosto   | José Rodolfo Montiel | 15', 52', 62'      | Marineros  |  | 3 — 1     |  | Liberia   | 2       |
| 16 de octubre  | Carlos Ruiz          | 11', 17', 36'      | Golfito    |  | 4 — 2     |  | Turrialba | 15      |
| 5 de noviembre | Justin Roque         | 10', 36', 50', 71' | Puntarenas |  | 6 — 2     |  | San José  | 18      |

#### Autogoles
A continuación se detallan los autogoles marcados a lo largo de la temporada.
| Fecha            | Jugador            | Autogol | Local      |  | Resultado |  | Visitante | Jornada        |
| ---------------- | ------------------ | ------- | ---------- |  | --------- |  | --------- | -------------- |
| 7 de agosto      | Leonel Peralta     | 18'     | Liberia    |  | 3 — 1     |  | San José  | 1              |
| 29 de agosto     | Jehudy Pizarro     | 34'     | COFUTPA    |  | 2 — 2     |  | Marineros | 5              |
| 11 de septiembre | Brandon Calderón   | 9'      | Carmelita  |  | 4 — 3     |  | Marineros | 8              |
| 1 de octubre     | Állan Miranda      | 68'     | Carmelita  |  | 5 — 1     |  | San José  | 13             |
| 21 de noviembre  | Krisler Villalobos | 35'     | Puntarenas |  | 4 — 3     |  | Santa Ana | Cuartos vuelta |